# Lai Kuan-lin
Lai Kuan-lin (chino= 賴冠霖, Hangul= 라이관린, RR= Lai Guanlin; Taipéi, 23 de septiembre de 2001) es un rapero, cantante y actor taiwanés. Previamente formó parte del grupo masculino surcoreano Wanna One.

## Biografía
Vivió por cinco años en Los Ángeles, Estados Unidos, antes de regresar a Taiwán. Estudió en el Lin-kou High School. Habla con fluidez chino, inglés y coreano.

## Carrera
Fue miembro de la agencia "Cube Entertainment" en 2016.
Ha aparecido en sesiones fotográficas para "GQ Korea Magazine", "Harper’s Bazaar", "The Star", entre otros...
En enero de 2019 abrió su página oficial de Instagram, mientras que en febrero del mismo año abrió sus páginas oficiales en VLive, Fan Cafe, Facebook y Twitter.

### Televisión
En abril de 2017 se unió a la segunda temporada del programa Produce 101 donde concursó quedando en el séptimo lugar y quedando dentro del grupo debut "Wanna One".
El 23 de octubre de 2019 realizó su debut en la televisión cuando se une al elenco principal de la serie A Little Thing Called First Love (初恋那件小事) donde dio vida a Liang Younian, hasta el final de la serie el 21 de noviembre del mismo año.

### Música
El 7 de agosto de 2017 se unió al grupo Wanna One después de quedar entre los ganadores del concurso "Produce 101 S2" junto a Kang Daniel, Sungwoon, Jihoon, Woojin, Jisung, Minhyun, Seongwu, Jaehwan, Jinyoung y Daehwi. Dentro del grupo tenía una de los puestos de rapero y bailarín. El grupo se disolvió el 31 de diciembre del 2018 después de que sus contratos finalizaran con la agencia, siendo su último concierto juntos en enero de 2019.
El 4 de junio de 2018 se unió a la subunidad de Wanna One: "Number One" junto a Jihoon y Jinyoung, hasta la disolución del mismo el 31 de diciembre del mismo año.
También formó parte del dúo "Wooseok x Kuanlin" (hangul= 우석X관린) junto a Jung Woo-seok de Pentagon.

## Filmografía

### Series de televisión
| Año  | Título                           | Personaje     | Notas        |
| ---- | -------------------------------- | ------------- | ------------ |
| 2022 | Love the way you are             | Xu Guang Xi   | 30 episodios |
| 2021 | Don't Disturb My Study           | Lin Xiaoran   | 24 episodios |
| 2019 | A Little Thing Called First Love | Liang Younian | 36 episodios |

### Programas de variedades
| Año        | Programa                            | Notas |
| ---------- | ----------------------------------- | --- |
| 2019, 2021 | Happy Camp                          | 3 episodios - invitado                                                                                     |
| 2020       | Keep Running                        | invitado                                                                                                   |
| 2020       | The Inn                             | |
| 2019       | Salty Tour                          | (ep. #82) - invitado                                                                                       |
| 2019 2018  | Happy Together S4                   | (ep. #23) - presentador especial (ep. #6) - invitado - junto a Wanna One                                   |
| 2018       | Idol Room                           | (ep. #1, 33) - junto a Wanna One                                                                           |
| 2018       | I Can See Your Voice: Season 5      | (ep. #3) junto a Wanna One                                                                                 |
| 2018       | Two Yoo Project Sugar Man: Season 2 | (ep. #9) junto a Wanna One                                                                                 |
| 2018       | King of Mask Singer                 | (ep. #155–156) - panelista invitado - junto a Hwang Min-hyun                                               |
| 2018       | Knowing Bros                        | (ep. #122, 156) - invitado junto a Wanna One                                                               |
| 2018 2017  | Weekly Idol                         | (ep. #350) - invitado junto a Jisung, Daehwi y Sungwoon (ep. #315-316, 335) - invitado - junto a Wanna One |
| 2017       | Infinite Challenge                  | (ep. #544-545) - invitado junto a Wanna One                                                                |
| 2017       | I Live Alone                        | (ep. #220) - invitado - junto a Wanna One                                                                  |
| 2017       | Produce 101 S2                      | 7.º lugar - concursante                                                                                    |

### Reality show
| Año  | Programa                         | Notas             |
| ---- | -------------------------------- | ----------------- |
| 2018 | Wanna Travel Season 2 In Pattaya | junto a Wanna One |
| 2018 | Star Road: Wanna One's           | junto a Wanna One |
| 2018 | Wanna One Go: X-CON              | junto a Wanna One |
| 2017 | Wanna One Go: Zero Base          | junto a Wanna One |
| 2017 | Wanna City                       | junto a Wanna One |
| 2017 | Wanna One Go                     | junto a Wanna One |

### Eventos
| Año  | Título                                                 | Notas                            |
| ---- | ------------------------------------------------------ | -------------------------------- |
| 2019 | Cosmopolitan China - 2019 Cosmo Glam Night             |                                  |
| 2019 | Gucci Beloved Event - ELLE China                       |                                  |
| 2018 | 2018 Idol Star Athletics Championships Chuseok Special | participante - junto a Wanna One |

### Aparición en videos musicales
| Año  | Artista     | Canción | Notas                                 |
| ---- | ----------- | ------- | ------------------------------------- |
| 2017 | Jeon Soyeon | "Jelly" | junto a E'Dawn, Wooseok y Jo Woo-chan |

### Revistas / sesiones fotográficas
| Año  | Título                                                  | Notas                       |
| ---- | ------------------------------------------------------- | --------------------------- |
| 2020 | Jalouse China                                           | (edición especial)          |
| 2020 | NeufMode Magazine                                       |                             |
| 2019 | VogueMe                                                 | (publicación de diciembre)  |
| 2019 | Esquire China’s The Big Black Book - Fall & Winter 2019 |                             |
| 2019 | ELLE Idol                                               |                             |
| 2019 | Marie Claire Pop                                        |                             |
| 2019 | VogueMe Taiwan                                          | (publicación de septiembre) |
| 2019 | GQ China                                                | (publicación de septiembre) |
| 2019 | Leon Young Magazine                                     | (publicación de septiembre) |
| 2019 | Lifestyle Magazine                                      | (publicación #2290)         |
| 2019 | Trendshealth China                                      | (publicación de agosto)     |
| 2019 | STYLE Magazine                                          | (publicación de julio)      |
| 2019 | GQ Korea Magazine                                       |                             |
| 2019 | Harper’s Bazaar                                         |                             |
| 2019 | The Star                                                | junto a Wooseok             |

### Endosos / Anuncios
| Año  | Título                    | Notas |
| ---- | ------------------------- | ----- |
| 2019 | Nongfu Spring (农夫山泉)  |       |
| 2019 | TBJ                       |       |
| 2019 | L'Oréal                   |       |
| 2018 | Downy                     |       |
| 2018 | KM Pharmaceutical (XYLIS) |       |
| 2018 | Perfect Diary             |       |
| 2018 | VIVLAS Lipstick           |       |
| 2018 | Wolong Nuts               |       |
| 2018 | elleair                   |       |

## Embajador
| Año  | Título                                                      | Notas       |
| ---- | ----------------------------------------------------------- | ----------- |
| 2019 | Green Carpet Action (Marie Claire x China Green Foundation) | (Embajador) |
| 2019 | Chinese Social Assistance Foundation                        | (Embajador) |
| 2019 | MGTV International APP                                      | (Embajador) |
| 2018 | Dr.Jart+                                                    | (Embajador) |

## Discografía

### Participación en conciertos
| Año                 | Título                          | Notas         |
| ------------------- | ------------------------------- | ------------- |
| 23 de marzo de 2019 | U & Cube Festival 2019 in Japan | [ 19 ] [ 20 ] |

### Wooseok x Kuanlin

#### EP
| Título | Detalles del Álbum                                                                            | Posición en la tabla | Ventas        |
| Título | Detalles del Álbum                                                                            | KOR                  | Ventas        |
| ------ | --------------------------------------------------------------------------------------------- | -------------------- | ------------- |
| 9801   | - Estreno: 11 de marzo de 2019 - Etiqueta: Cube Entertainment - Formato: CD, descarga digital | 2                    | - KOR: 36,414 |

#### Sencillos
| Año  | Título              | Posición en la tabla | Posición en la tabla | Álbum |
| Año  | Título              | KOR                  | KOR                  | Álbum |
| Año  | Título              | Gaon                 | K-pop Hot 100        | Álbum |
| ---- | ------------------- | -------------------- | -------------------- | ----- |
| 2019 | "I'm A Star" (별짓) | —                    | 97                   | 9801  |

## Premios y nominaciones
| Año  | Categoría                                           | Premio                                    | Trabajo | Resultado |
| ---- | --------------------------------------------------- | ----------------------------------------- | ------- | --------- |
| 2019 | Asia Special Award                                  | 14th Asia Model Award                     | -       | Ganó      |
| 2019 | Next Generation Influencers for Global Philantrophy | China Youth Public Welfare Award Ceremony | -       | Ganó      |